# Peter Pius Irl
Peter Pius Irl (* 10. September 1944 in Kaufbeuren) ist ein deutscher Autor, Schauspieler und Regisseur.

## Leben
Nach der Schule lernte er Kirchenmaler und Restaurator. Er nahm unter anderem Schauspielunterricht bei Ellen Mahlke in München. 1963 debütierte er als Franz Moor in Die Räuber am Fränkisch-Schwäbischen Städtetheater. Es folgten Engagements beim Landestheater Schwaben in Memmingen und von 1970 bis 1977 am Stadttheater Ingolstadt danach Gastspiele und Engagements an Theatern in Deutschland, Österreich und der Schweiz.
Von 1978 bis 1991 wurde er von Kurt Meisel an das Bayerische Staatsschauspiel in München engagiert und gehörte viele Jahre dort auch zum Ensemble des „Brandner Kaspar“ von Kurt Wilhelm. Von 1989 bis 2007 unterrichtete er als Dozent Theologen in Sprecherziehung und Rhetorik am Priesterseminar in Augsburg.
Irl war Sprecher und Autor von vielen Sendungen des Bayerischen Rundfunks und anderer Rundfunkanstalten. Er war 2005/06 Regisseur und Theaterleiter an der Passionsbühne Waal. Er war Gründer und künstlerischer Leiter der Burgspiele Kemnat. Irl verfasste und inszenierte eine große Zahl von Bühnenstücken. 1976 veröffentlichte er sein erstes Buch Schwäbische Erzählungen, dem weitere folgten. 1983 empfing er den erstmals verliehenen Preis für herausragende schauspielerische Leistungen des Vereins der Freunde des Bayerischen Staatsschauspiels München (heute: Kurt-Meisel-Preis), 1994 den Kunst- und Kulturpreis der Stadt Kaufbeuren und 1998 den Mundartpreis Ostallgäu. 2008 ernannte ihn Papst Benedikt XVI. zum Ritter des Päpstlichen Silvesterordens.

## Filmografie (Auswahl)
- 1985: Hochzeit (Fernsehfilm, Regie: Kurt Wilhelm)
- Löwengrube: Mehrere Folgen
- Der Clown und die lieblose Stadt
- Der Richter
- Zinsen des Ruhms
- Exoten
- Teodore & Co

## Auftritte (Auswahl)
Bühnenrollen von der Klassik bis zur  Moderne
- Die Grandauers und ihre Zeit (Hörspiel)
- Goethe Faust (Faust/Mephisto/Valentin)
- Schiller Die Räuber (Franz Moor)
- Schiller Don Carlos (Posa)
- Calderon Das Leben ist Traum (Clarin)
- Calderon Dame Kobold (Cosme)
- Shakespeare Hamlet (Laertes/König Claudius)
- Nestroy Frühe Verhältnisse (Herr v. Scheitermann)
- Dürrenmatt Die Physiker (Möbius)
- Kipphart März (Albrecht Zenger)
- Mitterer Stigma (Bast)
- Levine (UR) Rezssö (Dr, Moses Mendelson)